# H. A. L. Craig
H. A. L. Craig, auch Harry Arthur Craig (* 28. Oktober 1921 im County Cork, Irland; † 23. Oktober 1978 in Rom, Italien), war ein irischer Drehbuchautor, Journalist und Theaterkritiker.

## Leben
Harry Craig und sein Zwillingsbruder Dick wurden als Söhne eines evangelischen Pastors in Irland geboren und im Pfarrhaus der Gemeinde bei Limerick erzogen.
Nach dem Besuch des Trinity Colleges in Dublin ging er eine Partnerschaft mit dem Redakteur Sean O’Faolain ein, mit dem er in den 1940er- und frühen 1950er-Jahren als Redakteur für das Literaturjournal The Bell tätig war.
Mitte der 1950er-Jahre zog Craig nach London, wo er zunächst für Radioproduktionen Texte schrieb und schließlich eine Anstellung bei der BBC fand. Hier moderierte er eine Fernsehsendung, in der aktuelle Themen diskutiert wurden. 1958 wurde ihm die Ehre zuteil, mit Queen Elizabeth II. die Weihnachtsansprache der Königin auszuarbeiten, die über die BBC ausgestrahlt wurde.
Parallel zu seiner Arbeit als Fernsehmoderator fungierte Craig auch als Theaterkritiker für die Zeitschrift New Statesman und als Journalist für The Manchester Guardian.
Am 14. Oktober 1955 heiratete er Peggy Anthony Craig. Mit ihr und ihren drei gemeinsamen Kindern zog er 1968 nach Rom, wo er eine Karriere als Drehbuchautor begann.
Sein Augenmerk legte er vor allem auf große Monumentalepen, darunter der 1970 produzierte Historienfilm Waterloo. Auch schrieb Craig das Drehbuch zu Mohammed – Der Gesandte Gottes, dessen Verfilmung 1976 erfolgte. Der letzte Film, der zu seinen Lebzeiten nach einer Story von ihm verfilmt wurde, war der für zwei Oscars nominierte Katastrophenfilm Airport '77 aus dem Jahr 1977.
Craig erkrankte bald darauf an Lungenkrebs, an dem er wenige Tage vor seinem 57. Geburtstag starb.
1981, vier Jahre nach seinem Tod, wurde sein letztes, noch kurz vor seinem Tod verfasstes Drehbuch, Lion of the Desert, von seinem langjährigen Freund Moustapha Akkad postum verfilmt.

## Filmografie
- 1968: Schlacht um Anzio (Lo Sbarco di Anzio)
- 1969: Fräulein Doktor
- 1970: Die Gräfin und ihr Oberst (The Adventures of Gerard)
- 1970: Waterloo (Waterloo)
- 1976: ar-Risâlah
- 1976: Mohammed – Der Gesandte Gottes (The Message)
- 1976: Foxtrot
- 1977: Airport ’77 – Verschollen im Bermuda-Dreieck (Story)
- 1980: Omar Mukhtar – Löwe der Wüste (Omar Mukhtar – Lion of the Desert)